# Satelliti naturali di Nettuno

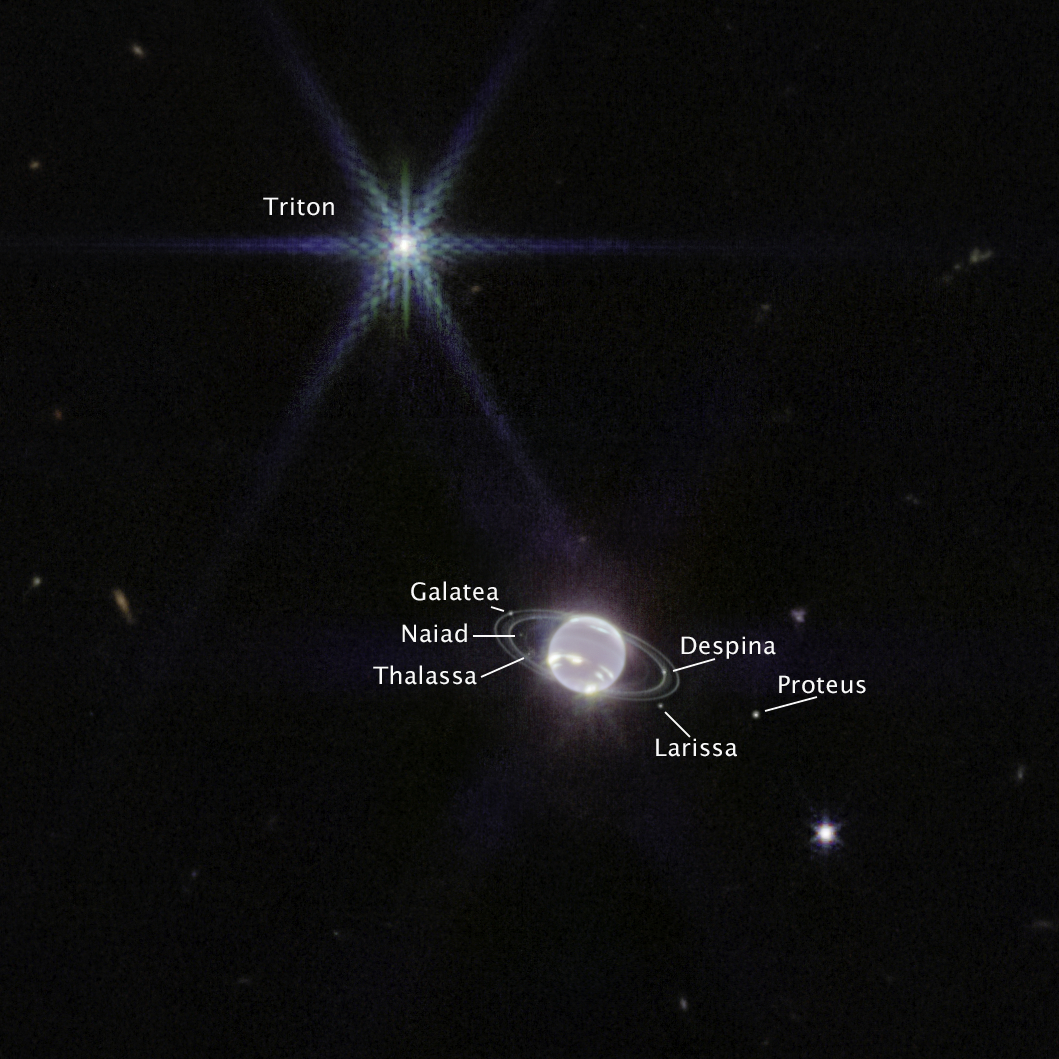
Un'immagine di alcuni dei quattordici satelliti naturali di Nettuno catturati dal telescopio spaziale James Webb. Il picco di diffrazione blu brillante è Tritone, il satellite più grande del pianeta.

Il pianeta Nettuno ha 16 satelliti naturali noti, che prendono il nome dalle divinità marine minori della mitologia greca. Il più grande di essi è di gran lunga Tritone, scoperto da William Lassell il 10 ottobre 1846, solo 17 giorni dopo la scoperta di Nettuno. Dovette passare più di un secolo prima della scoperta del secondo satellite naturale, Nereide.
Tra le lune con massa planetaria, Tritone è l'unico satellite irregolare, con un'orbita che è retrograda rispetto alla rotazione di Nettuno e inclinata rispetto all'equatore dello stesso, il che sta ad indicare che probabilmente non si è formato con Nettuno ma ne è stato invece catturato gravitazionalmente. Il secondo satellite irregolare più grande del Sistema Solare, la luna di Saturno Febe, ha solo lo 0,03% della massa di Tritone. La cattura di Tritone, verificatasi probabilmente qualche tempo dopo la formazione del sistema satellitare, fu un evento catastrofico per i satelliti originari di Nettuno, le cui orbite subirono perturbazioni in misura tale da farli collidere fino a formare un disco di macerie. Tritone è abbastanza massiccio da aver raggiunto l'equilibrio idrostatico e da riuscire a mantenere una sottile atmosfera capace di formare nubi e foschie.
All'interno di Tritone ci sono sette piccoli satelliti regolari con orbite dirette giacenti in piani vicini al piano equatoriale di Nettuno; qualcuno orbita tra gli anelli di Nettuno. Dei sette satelliti, il più grande è Proteo. Essi si sono formati dal disco di macerie generato dopo la cattura del Tritone e dopo che l'orbita di quest'ultimo era diventata circolare. All'esterno di Tritone, ci sono altri sei satelliti irregolari, tra cui Nereide, con orbite ad alta inclinazione e molto più lontane da Nettuno: tre di essi hanno orbite dirette, mentre quelle degli altri sono retrograde. In particolare, Nereide ha un'orbita insolitamente stretta ed eccentrica per un satellite irregolare; secondo un'ipotesi, una volta era stato un satellite regolare che, alla cattura di Tritone, fu così perturbato da assumere la sua attuale posizione. I due satelliti irregolari più esterni di Nettuno, Psamate e Neso, hanno le orbite più estese di tutti i satelliti naturali scoperti fino ad oggi nel Sistema Solare.

## Scoperte

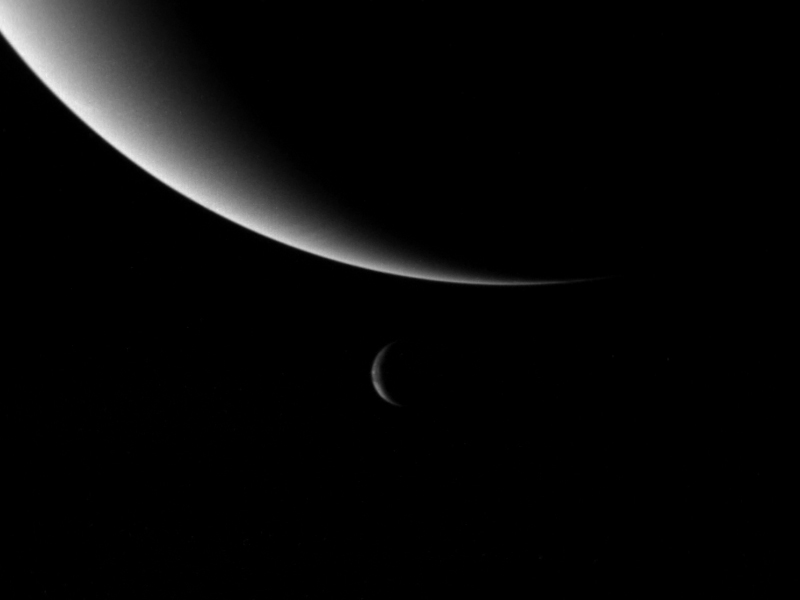
Nettuno (in alto) e Tritone (in basso), tre giorni dopo il flyby di Voyager 2 nel 1989

Tritone fu scoperto da William Lassell nel 1846, solo diciassette giorni dopo la scoperta di Nettuno. Nereide fu scoperto da Gerard P. Kuiper nel 1949. La terza luna, successivamente denominata Larissa, fu osservata da Harold J. Reitsema, William B. Hubbard, Larry A. Lebofsky e David J. Tholen il 24 maggio 1981. Gli astronomi stavano osservando l'avvicinamento di una stella a Nettuno, alla ricerca di anelli simili a quelli scoperti intorno a Urano quattro anni prima. In presenza di anelli, la luminosità della stella sarebbe dovuta diminuire leggermente poco prima dell'avvicinarsi del pianeta. La luminosità della stella svanì per parecchi secondi, il che significava che era a causa di una luna piuttosto che di un anello.
Nessun'altra luna fu scoperta fino al flyby di Nettuno da parte di Voyager 2 nel 1989 che, oltre alla già scoperta Larissa, scoprì cinque lune interne: Naiade, Talassa, Despina, Galatea e Proteo. Nel 2001 due indagini che utilizzavano grandi telescopi terrestri scoprirono altre cinque lune esterne, portando il totale a tredici. I cinque satelliti, Alimede, Sao, Psamate, Laomedea, e Neso, furono nuovamente osservati nel 2002 e nel 2003 da parte di due squadre. Inoltre un sesto candidato fu trovato, e in seguito perso, in un'indagine del 2002: potrebbe essersi trattato di un centauro invece di un satellite, sebbene il suo modesto spostamento da Nettuno nel giro di un mese fa pensare che si trattasse proprio di un satellite. Si stimò che avesse un diametro di 33 km e una distanza di circa 25,1 milioni di chilometri (0,168 au) da Nettuno.
Il 15 luglio 2013 un team di astronomi guidati da Mark Showalter del SETI Institute rivelò alla rivista Sky & Telescope di aver scoperto una quattordicesima luna nelle immagini riprese dal telescopio spaziale Hubble dal 2004 al 2009. Si ritiene che tale luna, inizialmente identificata come S/2004 N 1 e successivamente denominata Ippocampo, abbia un diametro di non più di 16–20 km.
Il 23 Febbraio 2024, un gruppo di ricercatori sotto la guida di Scott Sheppard presso Carnegie Institution for Science ha annunciato la scoperta di due nuove lune irregolari, denominate provvisoriamente come S/2021 N 1 e S/2002 N 5. 

## Nomi

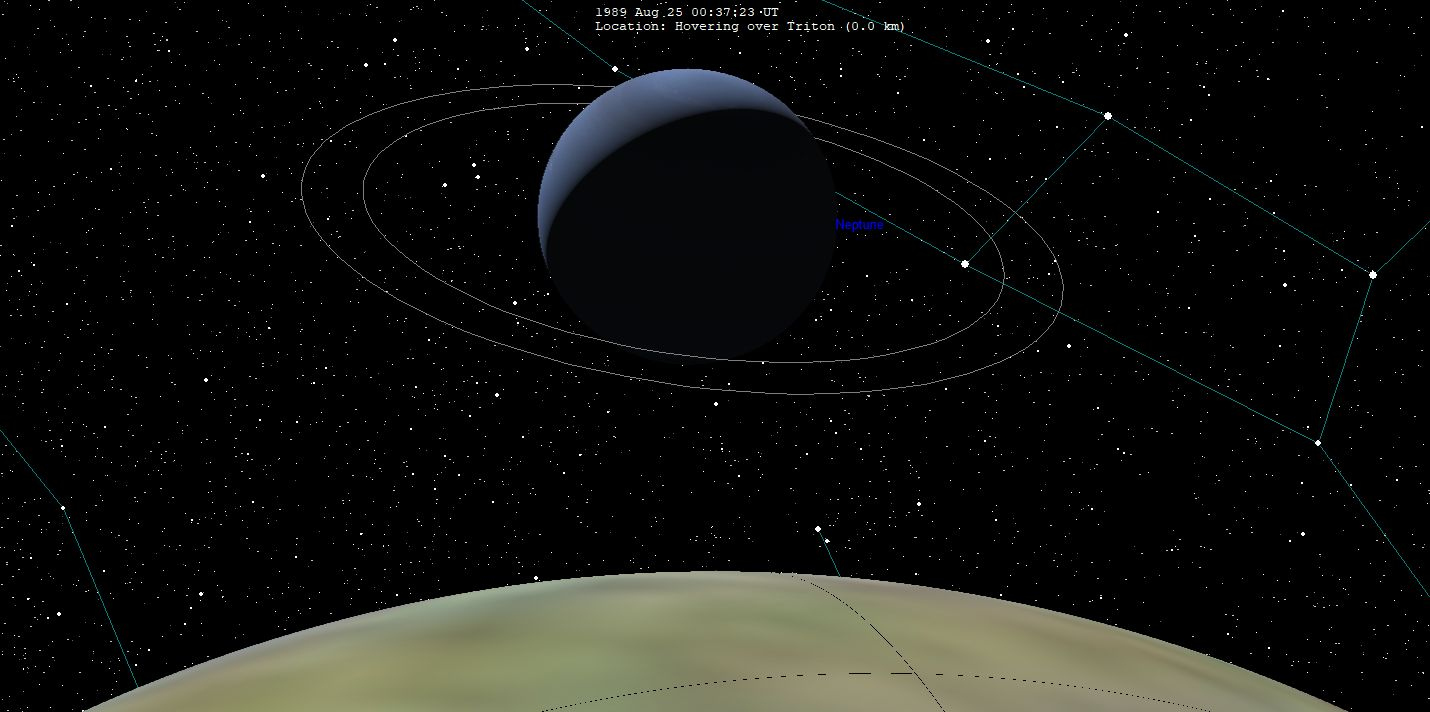
Vista simulata di Nettuno nel cielo di Tritone

A Tritone non fu assegnato un nome ufficiale fino al XX secolo. Il nome "Tritone" fu suggerito da Camille Flammarion nel suo libro del 1880 Astronomie Populaire, ma entrò nell'uso comune solo negli anni 1930, prima era genericamente conosciuto come "il satellite di Nettuno". Essendo Nettuno il dio del mare, le altre lune di Nettuno hanno preso il nome da divinità marine greche e romane: dalla mitologia greca, di solito figli di Poseidone, il Nettuno greco, (Tritone, Proteo, Despina, Talassa); da gruppi di divinità marine minori greche (Naiadi, Nereidi), o da Nereidi specifiche (Alimede, Galatea, Neso, Sao, Laomedea, Psamate). Due asteroidi condividono gli stessi nomi con lune di Nettuno: 74 Galatea e 1162 Larissa.

## Caratteristiche
Le lune di Nettuno possono essere suddivise in due gruppi: regolari e irregolari. Il primo gruppo comprende le sette lune interne, che seguono orbite circolari dirette giacenti nel piano equatoriale di Nettuno. Il secondo gruppo è costituito da tutte le altre lune, tra cui Tritone. Esse seguono perlopiù orbite eccentriche e inclinate, spesso retrograde e lontano da Nettuno; l'unica eccezione è Tritone, che orbita vicino al pianeta seguendo un'orbita circolare, retrograda e inclinata.

### Lune regolari
In ordine di distanza da Nettuno, le lune regolari sono: Naiade, Talassa, Despina, Galatea, Larissa, Ippocampo e Proteo. Naiade, la luna regolare più vicina, è anche la seconda più piccola tra le lune interne (dopo la scoperta di Ippocampo), mentre Proteo è la luna regolare più grande (la seconda più grande di Nettuno). Le lune interne sono strettamente associate con gli anelli di Nettuno. I due satelliti più interni, Naiade e Talassa, orbitano tra l'anello Galle e l'anello Le Verrier. Despina potrebbe essere una luna pastore dell'anello Le Verrier, in quanto la sua orbita si trova proprio all'interno di questo anello.
La luna successiva, Galatea, orbita appena dentro al più importante anello di Nettuno, l'anello Adams. Questo anello è molto stretto, con una larghezza non superiore a 50 km, e ha incorporati cinque archi brillanti. La gravità di Galatea tende a confinare le particelle dell'anello in una regione limitata in direzione radiale, non permettendo così all'anello di allargarsi. Varie risonanze tra le particelle dell'anello e Galatea potrebbero anche avere un ruolo nel mantenimento degli archi.
Solo le due lune regolari maggiori sono state riprese con una risoluzione tale da riuscire a discernere la loro forma e le caratteristiche della superficie. Larissa, circa 200 km di diametro, è allungata. Proteo non è particolarmente allungato, ma neppure del tutto sferico: assomiglia a un poliedro irregolare con diverse facce piane o leggermente concave con diametro da 150 a 250 km. Con 400 km di diametro circa, è più esteso della luna di Saturno Mimas, che è del tutto ellissoidale. Questa differenza potrebbe essere dovuta a passate esperienze collisionali di Proteo, la cui superficie è fortemente craterizzata, con un certo numero di caratteristiche lineari. Il suo cratere più esteso è Pharos, che ha un diametro maggiore di 150 km.
Tutte le lune interne di Nettuno sono oggetti scuri: la loro albedo geometrica varia dal 7 al 10%. I loro spettri indicano che sono costituite da ghiaccio d'acqua contaminata da materiale molto scuro, probabilmente composti organici complessi. Da questo punto di vista, le lune interne nettuniane sono simili alle lune interne di Urano.

### Lune irregolari

Il diagramma illustra le orbite dei satelliti irregolari di Nettuno escluso Tritone. L'eccentricità è rappresentata dai segmenti gialli che si estendono dal pericentro all'apocentro. L'asse Y rappresenta l'inclinazione. Le lune sopra l'asse X hanno moto diretto, quelle sotto hanno moto retrogrado. L'asse X è graduato in Gm e in frazione di raggio della sfera di Hill.

In ordine di distanza dal pianeta, le lune irregolari sono: Tritone, Nereide, Alimede, Sao, Laomedea, Neso e Psamate, un gruppo che comprende oggetti con orbite sia dirette che retrograde. Le cinque lune più esterne sono simili alle lune irregolari degli altri pianeti giganti; si ritiene che siano state catturate gravitazionalmente da Nettuno, a differenza dei satelliti regolari, che probabilmente si sono formati in situ.
Tritone e Nereide presentano alcune peculiarità. In primo luogo, essi sono le due lune irregolari più grandi nel Sistema Solare, con Tritone che è quasi un ordine di grandezza maggiore di tutte le altre lune irregolari conosciute. In secondo luogo, entrambi hanno un piccolo semi-asse maggiore, quello di Tritone essendo di oltre un ordine di grandezza minore di quelli di tutte le altre lune irregolari. In terzo luogo, entrambi hanno un'eccentricità orbitale insolita: Nereide ha una delle orbite più eccentriche di tutti i satelliti irregolari, e l'orbita di Tritone è un cerchio quasi perfetto. Infine, Nereide ha l'orbita con inclinazione minore di tutti i satelliti irregolari.

#### Tritone
Tritone segue un'orbita retrograda e quasi circolare. Si ritiene che sia un satellite catturato gravitazionalmente. È la seconda luna del Sistema Solare a possedere un'atmosfera significativa, composta principalmente di azoto con piccole quantità di metano e monossido di carbonio. La pressione sulla superficie di Tritone è di circa 1,4 Pa. Nel 1989 il veicolo spaziale Voyager 2 osservò quelle che sembravano essere nuvole e foschie in questa sottile atmosfera. Tritone è uno dei corpi più freddi del Sistema Solare, con una temperatura superficiale di circa 38 K (−235,2 °C). La sua superficie è coperta di azoto, metano, anidride carbonica e ghiaccio d'acqua con un'elevata albedo geometrica di oltre il 70%. L'albedo di Bond è ancora più elevata, arrivando fino al 90%. Tra le caratteristiche della superficie vi sono la grande calotta polare sud, antiche pianure craterizzate tagliate trasversalmente da graben e scarpate, oltre a caratteristiche meno antiche probabilmente formate da processi endogeni come il criovulcanismo. Le osservazioni di Voyager 2 hanno rivelato una serie di geyser attivi all'interno della calotta polare riscaldata dal Sole, che emettono pennacchi fino a un'altezza di 8 km. Tritone ha una densità relativamente elevata di circa 2 g/cm3, indicante che circa due terzi della sua massa sono costituiti da rocce, e il restante terzo da sostanze volatili (soprattutto ghiaccio d'acqua). Nelle profondità di Tritone ci potrebbe essere uno strato di acqua liquida che forma un oceano sotterraneo.

#### Nereide
Nereide è la terza luna di Nettuno per grandezza. Ha un'orbita diretta e molto eccentrica. Si ritiene che sia stato un satellite regolare, successivamente spostato nella sua orbita attuale dalle interazioni gravitazionali durante la cattura di Tritone. Tracce di ghiaccio d'acqua sono state rilevate spettroscopicamente sulla sua superficie.

#### Altre lune irregolari
Tra le altre lune irregolari, Sao e Laomedea seguono orbite dirette, mentre Alimede, Psamate e Neso seguono orbite retrograde. Data la somiglianza delle loro orbite, è stato proposto per Neso e Psamate un'origine comune dalla rottura di una luna più grande. Psamate e Neso hanno le orbite più estese di tutti i satelliti naturali scoperti nel Sistema Solare ad oggi. Impiegano 25 anni per orbitare Nettuno a una distanza media di 125 volte quella tra la Terra e la Luna. Nettuno ha la sfera di Hill più estesa nel sistema solare, grazie soprattutto alla sua grande distanza dal Sole; questo gli permette di mantenere il controllo di lune così lontane.

## Formazione
La distribuzione della massa delle lune di Nettuno è la più sbilanciata tra quelle dei satelliti degli altri giganti gassosi del Sistema Solare. Una luna, Tritone, contribuisce per quasi tutta la massa del sistema, mentre tutte le altre lune contribuiscono insieme solo per uno 0,3 per cento circa. Ciò potrebbe essere dovuto al fatto che Tritone è stato catturato successivamente alla formazione del sistema satellitare originario di Nettuno, gran parte del quale potrebbe essere stato distrutto durante il processo di cattura.

Le masse delle lune di Nettuno

Durante la fase della cattura, l'orbita fortemente eccentrica di Tritone gettò caos nelle orbite dei satelliti interni originari di Nettuno, facendoli collidere e riducendoli a un disco di macerie. Ciò significa che verosimilmente gli attuali satelliti interni di Nettuno non sono i corpi originari che si formarono insieme ad esso. Solo dopo che l'orbita di Tritone era diventata quasi circolare, alcune macerie poterono accrescere nuovamente nelle lune regolari di oggi. Questa considerevole perturbazione potrebbe essere forse la ragione per cui il sistema satellitare di Nettuno non segue il rapporto di 10 000:1 tra massa del pianeta madre e quella globale di tutte le sue lune verificato nei sistemi satellitari degli altri giganti gassosi.
Il meccanismo di cattura di Tritone è stato oggetto di diverse teorie nel corso degli anni, una delle quali ipotizza che Tritone fu catturato in un incontro a tre corpi. In questo scenario, Tritone è il membro superstite di un oggetto binario della fascia di Kuiper scombussolato dal suo incontro con Nettuno.

## Lista
| ‡ Lune irregolari moto diretto | ♠ Lune irregolari moto retrogrado |

Le lune di Nettuno sono elencate qui per periodo orbitale, dal più corto al più lungo. Le lune irregolari (catturate) sono contrassegnate da colori. Tritone, unica luna di Nettuno con una massa tale da far collassare la sua superficie in uno sferoide, è in grassetto.
| N. | Nome IAU     | Nome comune | Immagine | Diametro (km)                   | Massa 1016 kg) | Semiasse maggiore (km) | Periodo orbitale (giorni) | Inclinazione orbitale (°) | Eccentricità | Anno scoperta | Scopritore           |
| -- | ------------ | ----------- | -------- | ------------------------------- | -------------- | ---------------------- | ------------------------- | ------------------------- | ------------ | ------------- | -------------------- |
| 1  | Nettuno III  | Naiade      |          | 66 (96 × 60 × 52)               | ≈ 19           | 48227                  | 0,294                     | 4,691                     | 0,0003       | 1989          | Voyager Science Team |
| 2  | Nettuno IV   | Talassa     |          | 82 (108 × 100 × 52)             | ≈ 35           | 50074                  | 0,311                     | 0,135                     | 0,0002       | 1989          | Voyager Science Team |
| 3  | Nettuno V    | Despina     |          | 150 (180 × 148 × 128)           | ≈ 210          | 52526                  | 0,335                     | 0,068                     | 0,0002       | 1989          | Voyager Science Team |
| 4  | Nettuno VI   | Galatea     |          | 176 (204 × 184 × 144)           | ≈ 375          | 61953                  | 0,429                     | 0,034                     | 0,0001       | 1989          | Voyager Science Team |
| 5  | Nettuno VII  | Larissa     |          | 194 (216 × 204 × 168)           | ≈ 495          | 73548                  | 0,555                     | 0,205                     | 0,0014       | 1981          | Reitsema et al.      |
| 6  | Nettuno XIV  | Ippocampo   |          | ≈ 16-20                         | ≈ 0,5±0,4      | 105300±50              | 0,936                     | 0,000                     | 0,0000       | 2013          | Showalter et al.     |
| 7  | Nettuno VIII | Proteo      |          | 420 (436 × 416 × 402)           | ≈ 5035         | 117646                 | 1,122                     | 0,075                     | 0,0005       | 1989          | Voyager Science Team |
| 8  | Nettuno I    | Tritone♠    |          | 2706,8±1,8 (2709 × 2706 × 2705) | 2140800±5200   | 354759                 | −5,877                    | 156,865                   | 0,0000       | 1846          | Lassell              |
| 9  | Nettuno II   | Nereide‡    |          | ≈ 340±50                        | ≈ 2700         | 5513818                | 360,13                    | 7,090                     | 0,7507       | 1949          | Kuiper               |
| 10 | Nettuno IX   | Alimede♠    |          | ≈ 62                            | ≈ 16           | 16611000               | −1879,08                  | 112,898                   | 0,2646       | 2002          | Holman et al.        |
| 11 | Nettuno XI   | Sao‡        |          | ≈ 44                            | ≈ 6            | 22228000               | 2912,72                   | 49,907                    | 0,1365       | 2002          | Holman et al.        |
| 12 | Nettuno XII  | Laomedea‡   |          | ≈ 42                            | ≈ 5            | 23567000               | 3171,33                   | 34,049                    | 0,3969       | 2002          | Holman et al.        |
| 13 | Nettuno X    | Psamate♠    |          | ≈ 40                            | ≈ 4            | 48096000               | −9074,30                  | 137,679                   | 0,3809       | 2003          | Sheppard et al.      |
| 14 | Nettuno XIII | Neso♠       |          | ≈ 60                            | ≈ 15           | 49285000               | −9740,73                  | 131,265                   | 0,5714       | 2002          |                      |
| 15 | S/2002 N5    |             |          | ≈ 38                            | ≈ 3            | 23 365 200             | + 3 141,26                | 42,1                      | 0,548        | 2002          | Holman et al.        |
| 16 | S/2021 N1    |             |          | ≈ 25                            | ≈ 0.8          | 50 623 600             | -10 017,93                | 134,5                     | 0,441        | 2021          | Sheppard et al.      |